# Campionati europei di corsa off-road
I campionati europei di corsa off-road (nome ufficiale in inglese European Athletics Off-Road Running Championships) sono una competizione di corsa in montagna e di trail running organizzata dalla European Athletic Association.

## Storia
Questa competizione è nata nel 2022, unendo il trail con i campionati europei di corsa in montagna. La prima edizione è stata disputata ad El Paso, in Spagna

## Categorie
La manifestazione ha cadenza annuale e prevede gare suddivise in quattro categorie: 
- Seniores maschile
- Seniores femminile
- Under 20 maschile, abbreviato U20M
- Under 20 femminile, abbreviato U20W

Per ognuna di queste categorie viene pure attribuito il titolo europeo a squadre. Le categorie under 20 femminile (U20W) e maschile (U20M) sono state introdotte sin dalla prima edizione nel 2022.

## Gare
Le gare svolte in questo campionato sono 3:
- uphill (solo salita)
- un and down hill (salita e discesa)
- trail running

Le gare di corsa in montagna assegnano un titolo sia seniores che under 20. La gara di trail running assegna solo il titolo seniores.

## Edizioni
| Edizione | Anno | Città   | Nazione | Data                 |
| -------- | ---- | ------- | ------- | -------------------- |
| 1        | 2022 | El Paso | Spagna  | 1 - 3 luglio         |
| 2        | 2024 | Annecy  | Francia | 31 maggio - 2 giugno |
| 3        | 2026 |         |         | 3 -5 luglio          |

## Medagliere
In questo medagliere, aggiornato al 2022, sono prese in considerazione tutte le medaglie vinte individualmente. (da aggiungere quelle a squadre)
| Atleta                         | Oro | Argento | Bronzo | Totale |
| ------------------------------ | --- | ------- | ------ | ------ |
| Italia                         | 2   | 2       | 6      | 4      |
| Francia                        | 2   | 1       | 3      | 6      |
| Svizzera                       | 2   | 1       | 1      | 4      |
| Spagna                         | 1   | 3       | 1      | 5      |
| Germania                       | 1   | 0       | 0      | 1      |
| Norvegia                       | 1   | 0       | 0      | 1      |
| Belgio                         | 1   | 0       | 0      | 1      |
| Austria                        | 0   | 1       | 0      | 1      |
| Romania                        | 0   | 1       | 0      | 1      |
| Gran Bretagna Irlanda del Nord | 0   | 0       | 3      | 3      |